# Chersotis electrographa
Chersotis electrographa är en fjärilsart som beskrevs av Zoltan Varga 1990. Chersotis electrographa ingår i släktet Chersotis och familjen nattflyn. Inga underarter finns listade i Catalogue of Life.